# Édouard Joseph Dantan
Édouard Joseph Dantan (París, 26 de agosto de 1848-Villerville, 7 de julio de 1897) fue un pintor francés academicista. Ampliamente reconocido en su día, sin embargo posteriormente quedó eclipsado por pintores con estilos más modernos.

## Biografía
Édouard Joseph Dantan nació el 26 de agosto de 1848 en París. Su abuelo, que había luchado en las Guerras napoleónicas, era un escultor de madera. Su padre, Antoine Laurent Dantan, y tío, Jean-Pierre Dantan, era ambos reconocidos escultores. Dantan fue alumno de Isidore Pils y Henri Lehmann en el École nationale supérieure des Beaux-Arts en París. A los diecinueve años ganó una comisión para realizar una gran pintura mural de la Santísima Trinidad para el Hospicio Brezin en Marne (Seine-et-Oise). Expuso por primera vez en el Salón de París en 1869 con Un episodio de la destrucción de Pompeya.
En 1870 la guerra franco-prusiana interrumpió su trabajo, y se alistó en la fuerza de defensa. Se le otorgó el rango de sargento, y más tarde fue ascendido a teniente. Durante la guerra la casa familiar fue incendiada.
Tras la guerra Dantan exhibió regularmente en el Salón incluyendo Hércules a los pies de Onfalia (1871), Muerte de Tusaphane (1875), La ninfa Salmacis (1876), Príamo reclamando a Aquiles el cuerpo de Héctor (1877), Llamada de los apóstoles Pedro y Andrés (1878), Un rincón del taller (1880) y El almuerzo de la modelo (1881). Continuó exhibiendo en el Salón hasta 1895, y en 1890, 1894 y 1895 fue miembro del jurado del Salón.
Durante doce años Dantan tuvo como pareja a la modelo Agostina Segatori, que también había posado para artistas como Jean-Baptiste Corot, Jean-Léon Gérôme, Eugène Delacroix y Édouard Manet. Tuvo un hijo de Dantan, Jean-Pierre, en 1873. Tras su separación, Agostina abrió la Cafetería du Tambourin en el Bulevar de Clichy que se convirtió en lugar de reunión para artistas.
En 1889 el pintor se casó con Élisa Marie Émilie Lestrelin, con quien tuvo un hijo, Pierre Paul Édouard (1891-1938). Dantan pasaba sus veranos en Villerville, donde falleció trágicamente el 7 de julio de 1897 cuando en el carruaje que conducía se rompieron los atalajes y se estrelló violentamente contra la iglesia del pueblo. Su esposa y tres amigos que le acompañaban, resultaron heridos con fracturas de brazos y piernas.

## Estilo y recepción

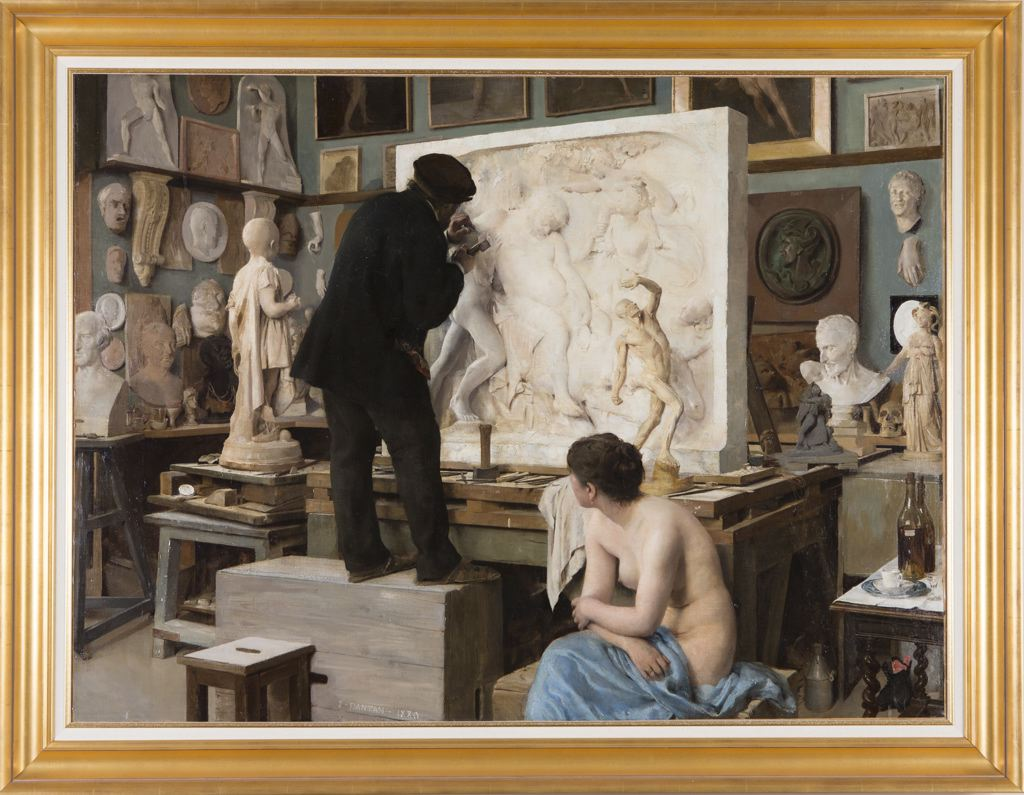
Un rincón del taller (1880).

En 1870 en la exposición del Ecole Nationale des Beauxs-Arts Dantan recibió una mención de honor por su presentación al premio de Roma. En 1874 ganó una medalla de tercera clase por su pintura de un monje tallando un Cristo de madera. En 1880 ganó una medalla de segunda clase por su pintura Un rincón del taller. Recibió una medalla de oro en la Exposición Universal de París de 1889, y varias de sus obras fueron compradas por el estado francés.
Los trabajos de Dantan seguían la tradición académica, y fue alabado por su contemporáneos. Su maestría técnica se puede observar en pinturas tales como Un rincón del taller (1880), donde muestra a su padre trabajando en un bajorrelieve en su estudio, visto de espaldas. El taller está abarrotado de pinturas y esculturas y a la derecha en primer plano, una mujer desnuda se toma un descanso del modelaje. Un crítico alabó la pintura por seguir todas las reglas del trampantojo y la fotografía estereoscópica. Describiendo su pintura de un grupo de marineros que siguen a un clérigo que va a bendecir el mar, otro crítico dijo en 1881 «ha escrito una página ante la cual creyentes y escépticos tienen que levantar sus sombreros».
Su Almuerzo de la modelo exhibido en el Salón de 1881 representa a una modelo comiendo un plato de huevos durante un descanso en la sesión de posado. La escena está iluminada por una clara luz blanca, con una delicada sensación de luz reflejada. Un crítico dijo que Dantan había tratado el tema con gusto y gracia, cuando fácilmente podía haber caído en la vulgaridad. No se limitó a un único género. Otras pinturas del momento incluyeron un retrato de su madre al aire libre en su silla de inválida, con el rostro triste, un retrato pastoril de una joven rubia con un vestido azul, llena de vida, y de un pobre pescador que cena en su cabaña miserable un trozo de pan y una cebolla.
Más tarde, el estilo clásico de Dantan pasó de moda. Escribiendo sobre la primera exposición de la Société Nationale des Beaux-Arts en el Campo de Marte en 1890, Walter Sickert fue mordazmente crítico con la mayoría de las pinturas, haciendo excepciones para una serie de paisajes del Extremo Oriente de Louis-Jules Dumoulin, una pintura de Édouard Manet, algunos retratos de Jules-Élie Delaunay y algunos estudios de Dantan. Elogió a Dumoulin como maestro, describió el trabajo de Manet como brillante y potente, el de Delaunay como respetable y el de Dantan como concienzudo.

## Trabajos importantes

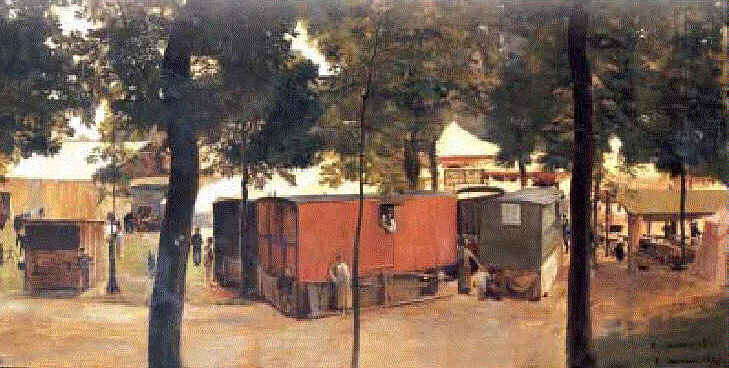
Feria en Saint Cloud (1879).

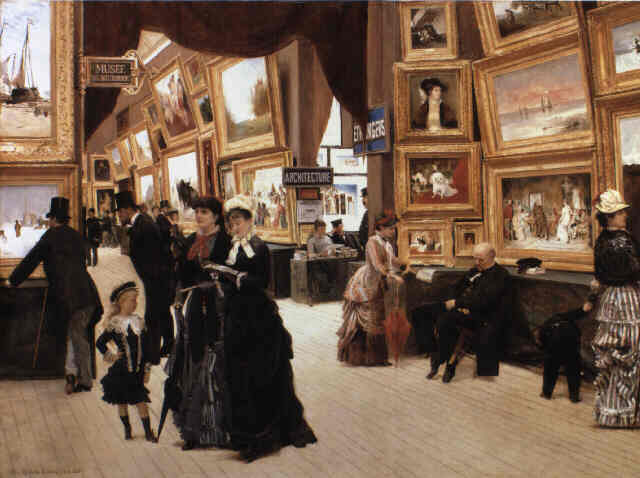
Un rincón del Salón de 1880.

Al principio, los temas tratados por Dantan fueron principalmente mitológicos o religiosos, como era común en la época. Más tarde realizó pinturas de escenas de talleres de escultura, que le eran familiares desde su niñez. También pintó retratos y vistas de Villerville, donde en sus últimos años también tomó fotografías.
- 1869 Episodio de la destrucción de Pompeya.
- 1872 La Trinidad, capilla del Hospital en Brezen-sur-le-Marne.
- 1872 Retrato de su padre, trabajando en un busto de mármol.
- 1874 Hércules a los pies de Onfalia.
- 1874 Un monje como escultor de madera, Museo de Bellas Artes de Nantes.
- 1875 El lanzador de tejo, Museo de Bellas Artes de Ruan, Ruán.
- 1876 La ninfa Salmacis.
- 1878 Phrosine et Mélidore según Pierre Paul Prud'hon, Musée des Beaux-Arts de Budeos
- 1879 Feria en Saint-Cloud.
- 1880 Cristo en la Cruz, Iglesia de Dombrowa, Polonia.
- 1880 Un rincón del taller, París, Palacio del Luxemburgo (archivado en 1925, no encontrado en 1977).
- 1880 Un rincón del Salón de 1880 (vendida en Sotheby's, Nueva York, 24 de mayo de 1995).
- 1881 El almuerzo de la modelo.
- 1882 El día del Corpus Christi.
- 1884 Entierro de un niño en Villerville Museo de las Bellas Artes André Malraux, El Havre.
- 1885 Lanzando sus redes.
- 1886 Intermedio en un estreno de tarde en la Comedia Francesa, 1885, Comédie-Française, París.
- 1887 Un molde del natural, Museo de Bellas Artes de Gotemburgo, Gotemburgo.
- 1887 El taller del escultor.

## Galería

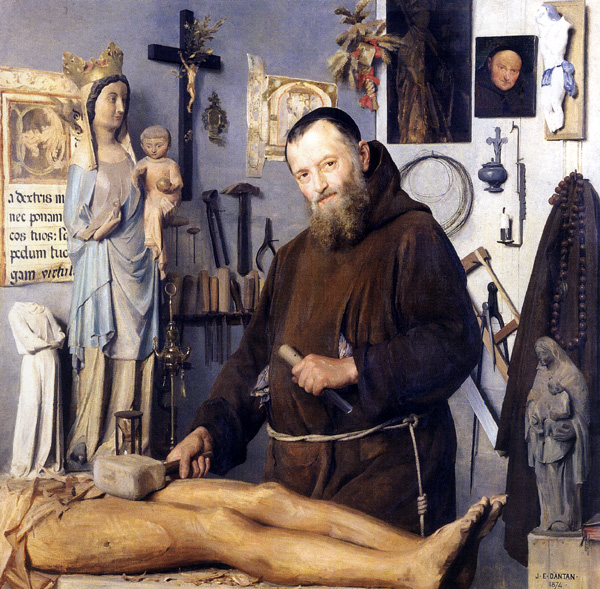
Un monje como escultor de madera (1874).
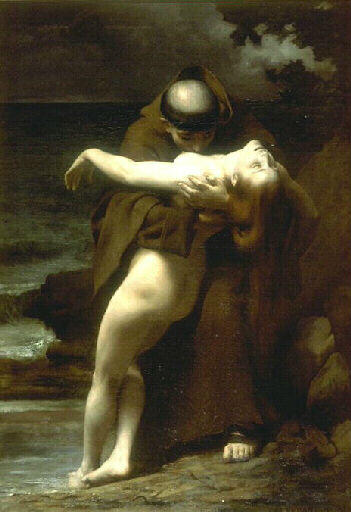
Phrosine et Mélidore (1878).
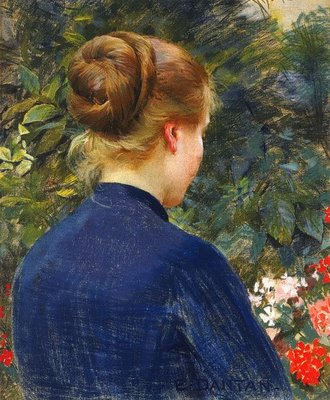
Retrato (1880).
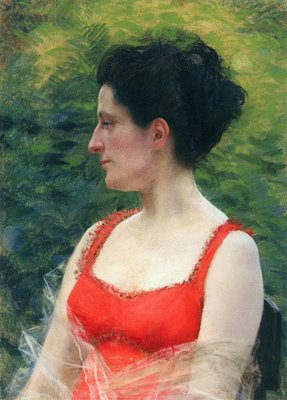
Retrato (1880).
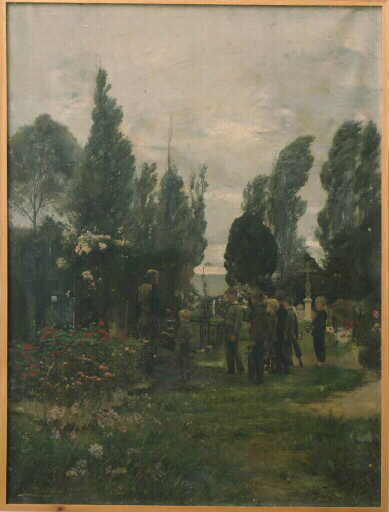
Entierro de un niño en Villerville (1884).
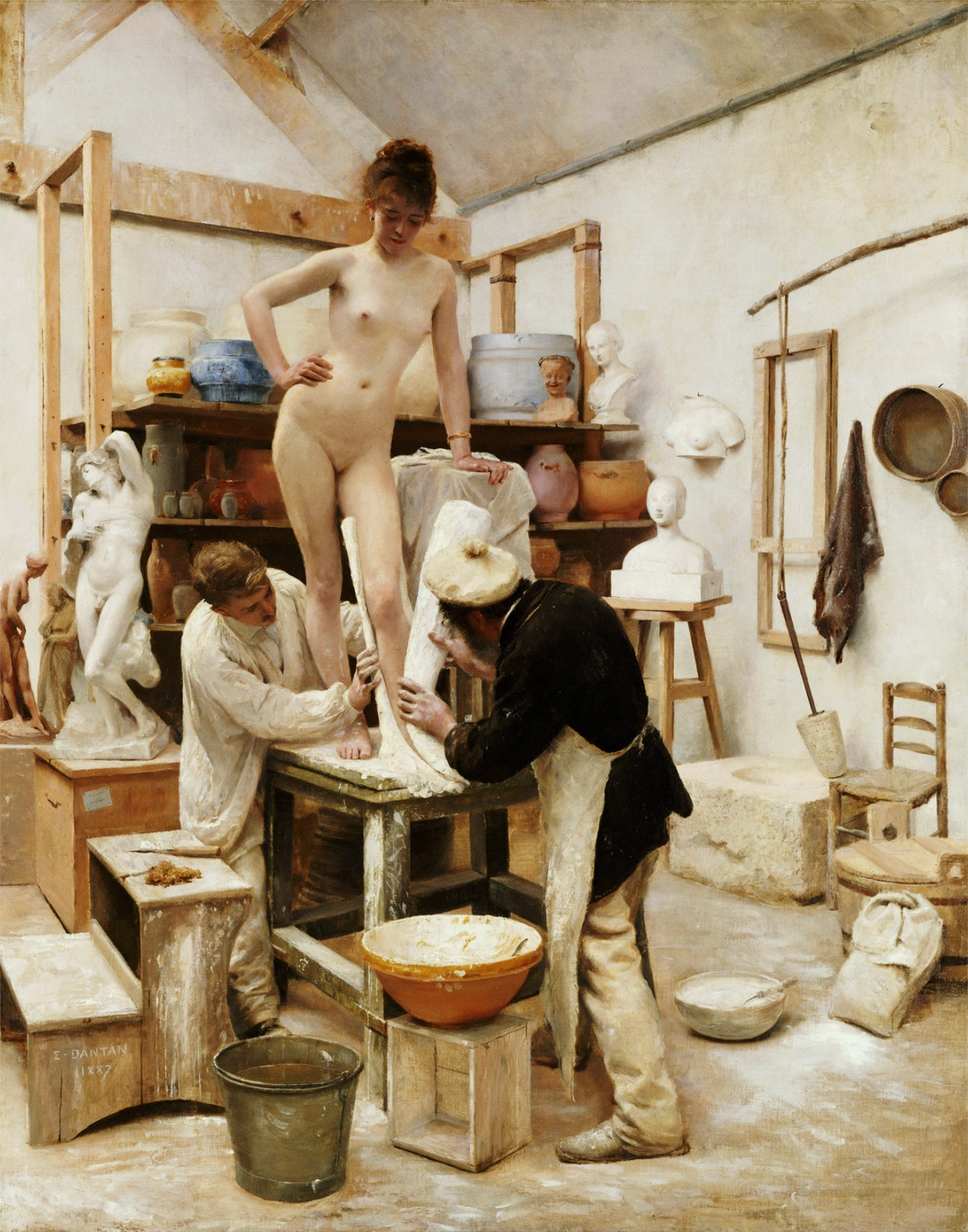
Un molde del natural (1887).
Escultor.
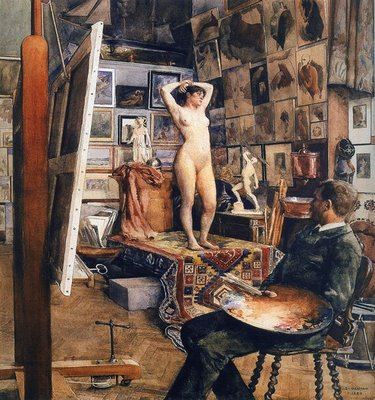
Escena de un estudio (1890).
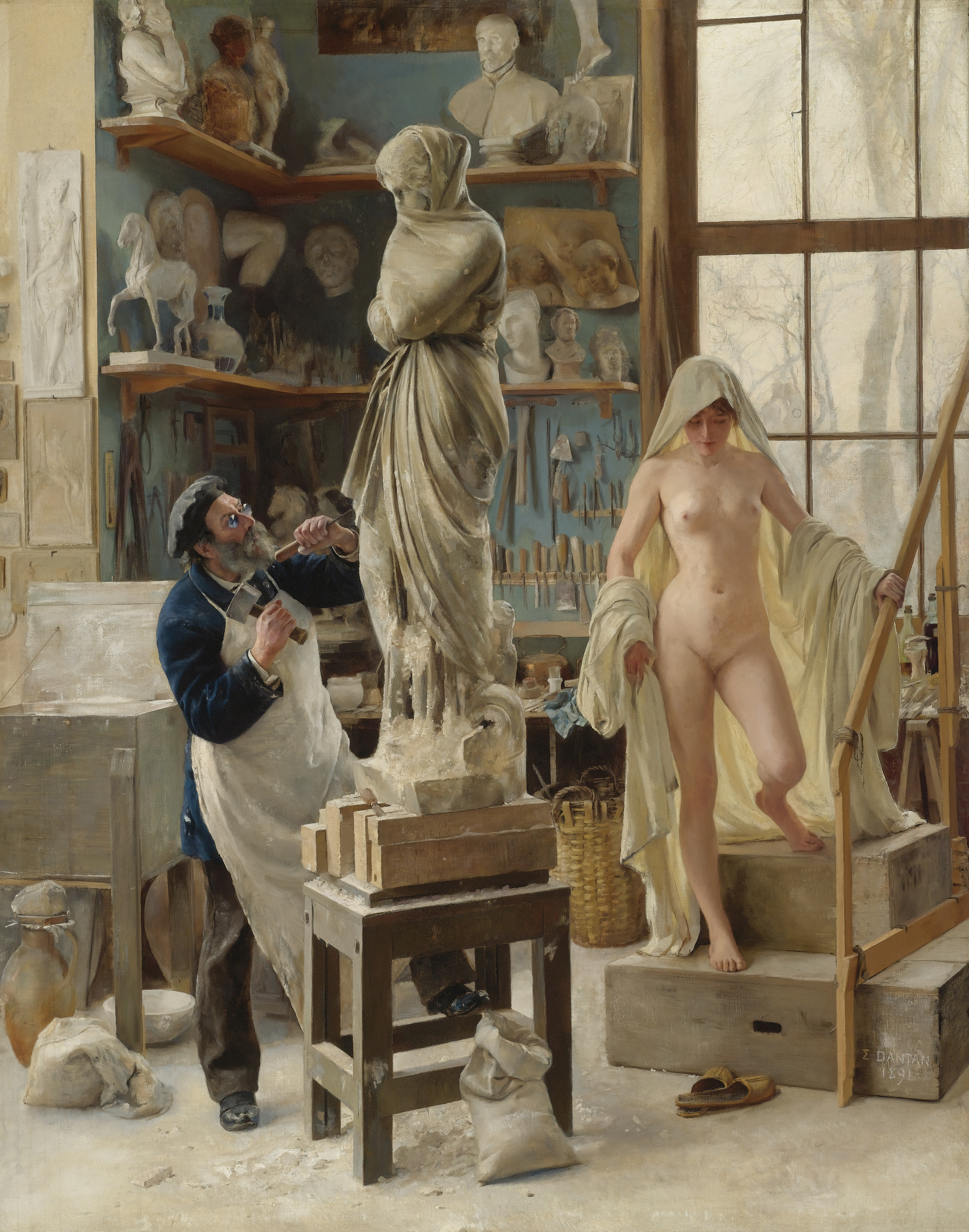
Una restauración (1891).
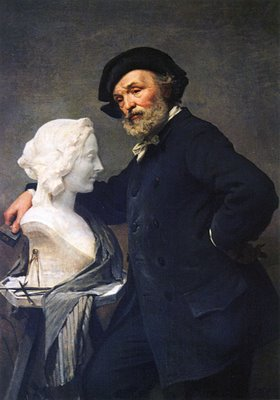
Retrato (1890).